# Tamba no Yasuyori
Tamba no Yasuyori (jap. 丹波 康頼; * 912; † 21. Mai 995 (traditionell: Engi 12 -  Chōtoku 1/4/19)) war ein japanischer Arzt der Heian-Zeit.
Zum genealogischen Hintergrund der Familie Tamba gibt es verschiedene Thesen; wahrscheinlich handelt es sich um Übersiedler aus China. Tamba no Yasuyori selbst stammte aus dem Bezirk Amata in der Provinz Tamba (heute Fukuchiyama, Präfektur Kyōto). Unstrittig ist, dass Tamba no Yasuyori als Arzt und Akupunkteur am Hofe des Tennō zwischen den Jahren 982 und 984 mit dem in 30 Teilen gegliederten Werk Ishimpō das erste  medizinische Werk Japans verfasst hat.
Er kannte sich bestens in der chinesischen Literatur aus und nutzte mehr als hundert Texte der Sui- und Tang-Zeit. Das fertige Werk präsentierte er dem Tennō En’yū.
Wie die gleichermaßen bekannte Familie Wake übten die Nachfahren als hochrangige Hofärzte (典薬頭, ten’yaku no kami, kusuri no kami) über Generationen einen großen Einfluss auf die Entwicklung der Medizin in Japan aus.